# 巴伊勒弗朗
巴伊勒弗朗（法語：Bailly-le-Franc，法語發音：[baji lə fʁɑ̃]）是法国奥布省的一个市镇，位于该省东北部，属于奥布河畔巴尔区。

## 地理
巴伊勒弗朗（48°31'23"N, 4°39'15"E）面积6 平方千米，位于法国大東部大區奥布省，该省份为法国中北部省份，北起马恩省，西接塞纳-马恩省，西南至约讷省，东南至科多尔省，东临上马恩省。
与巴伊勒弗朗接壤的市镇（或旧市镇、城区）包括：容克勒伊、朗蒂耶、乌蒂讷、里沃代尔瓦斯。

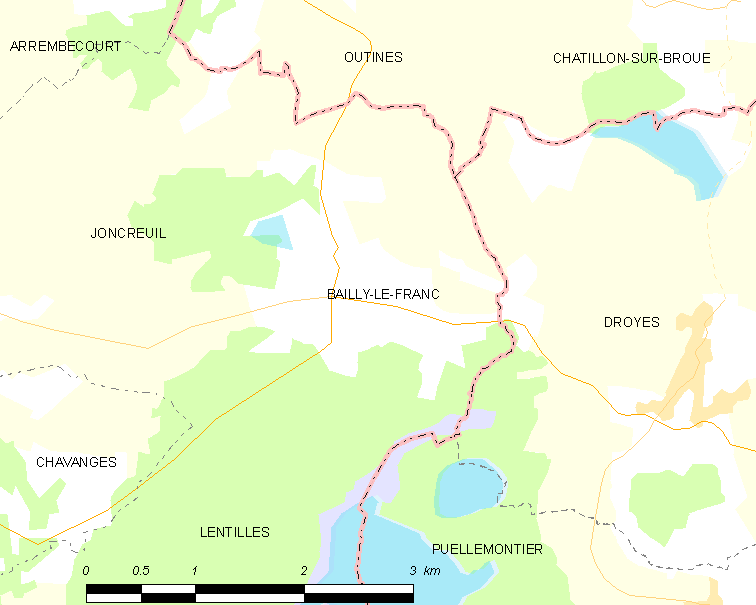
巴伊勒弗朗的OSM定位图

巴伊勒弗朗的时区为UTC+01:00、UTC+02:00（夏令时）。

## 行政
巴伊勒弗朗的邮政编码为10330，INSEE市镇编码为10026。

## 政治
巴伊勒弗朗所属的省级选区为布列讷堡县。

## 人口

1962-2008年间巴伊勒弗朗人口变化图示

巴伊勒弗朗于2022年1月1日时的人口数量为36人。